# Sparmann E4

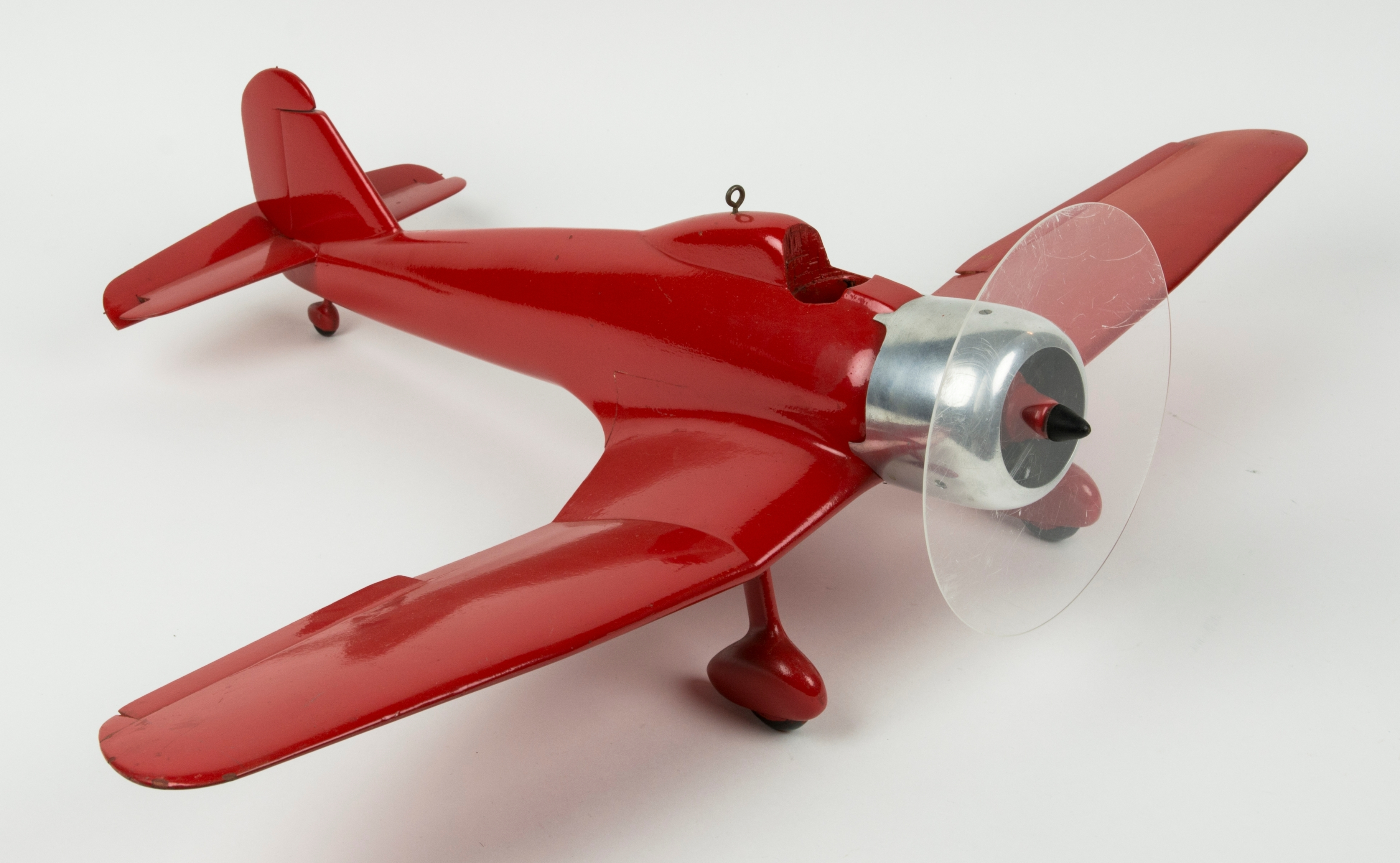
Vindtunnelmodell av Sparmann E4 i tidigare utförande.

Sparmann E4 (FV-typnummer: P 3; "Provflygplan 3") var ett projekterat svenskt jaktflygplan konstruerat av E. Sparmanns flygplanverkstad.
Edmund Sparmanns flygverkstad på Lilla Essingen började i september 1934 projektera ett jaktflygplan för det svenska flygvapnet och tecknade i juni 1935 avtal med krigsmakten om konstruktionsarbete, samt om ett provflygplan under förutsättningar av godkännande av konstruktionen. Något sådant godkännande lämnades dock aldrig. I stället inköptes för den nyinrättade flygflottiljen F8 i Barkarby utländska flygplan av typen Gloster Gladiator, vilka fick typbeteckningen J8 i svenska flygvapnet.
I det konstruktionsarbete som gjordes arbetade Sven Werner och Bo Lundberg med vingen. Dessa samarbetade senare i utformningen av GP 9 som senare blev FFVS J22, varvid mycket av konstruktionsarbetet med Sparmann E4 kom till nytta. 
Sparmann E4 var ett lågvingat monoplan med "knäckt" vinge och fasta hjulställ. Den var först planerad att ha en 780 hk Twin Wasp junior motor men Flygstyrelsen begärde att den skulle ha en Nohab MyS2-motor på 622-680 hästkrafter. 
Bestyckningen bestod av fyra stycken kulsprutor. Först bestod den av fyra stycken 8 mm ksp m/22 i vingen mellan kropp och landningställ som alla skjuter genom propellern. Detta ändrades sedan av Flygstyrelsen till två stycken 8 mm ksp m/22 som sitter ovanför motorkåpan som skjuter genom propellern och två stycken grövre maskingevär av 12,7 mm kaliber eller högre som sitter ovanför landningstället i gondoler under vingväcket som skjuter precis utanför propellern. 

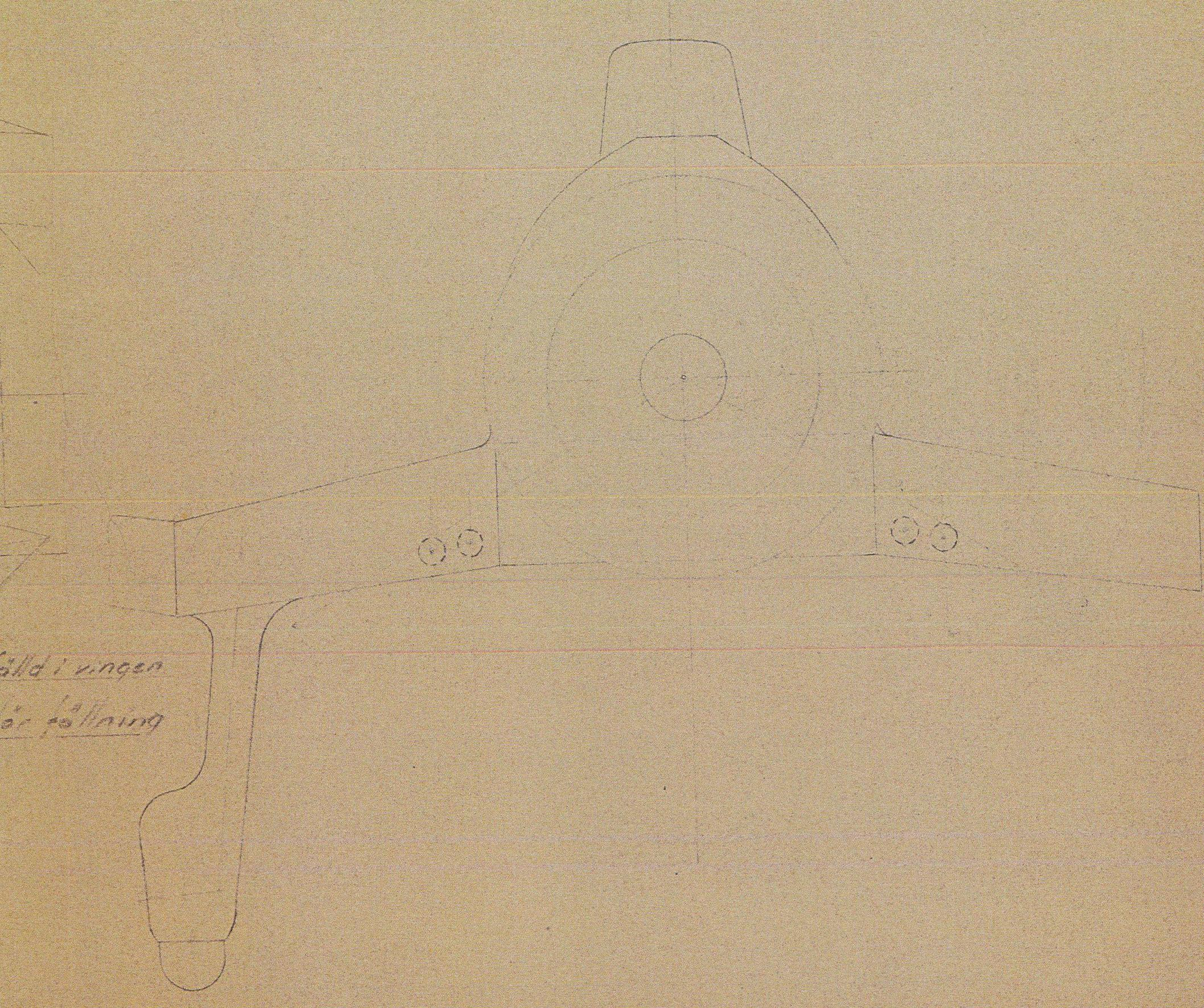
Tidig P3 Sparmann E4 front. "Notera kulspruterna"

P3 skulle även ha störtbombningskapacitet i form av fyra stycken 10 kg pilformade bomber som satt på magen och kunde fällas ut i en 30 graders vinkel neråt.

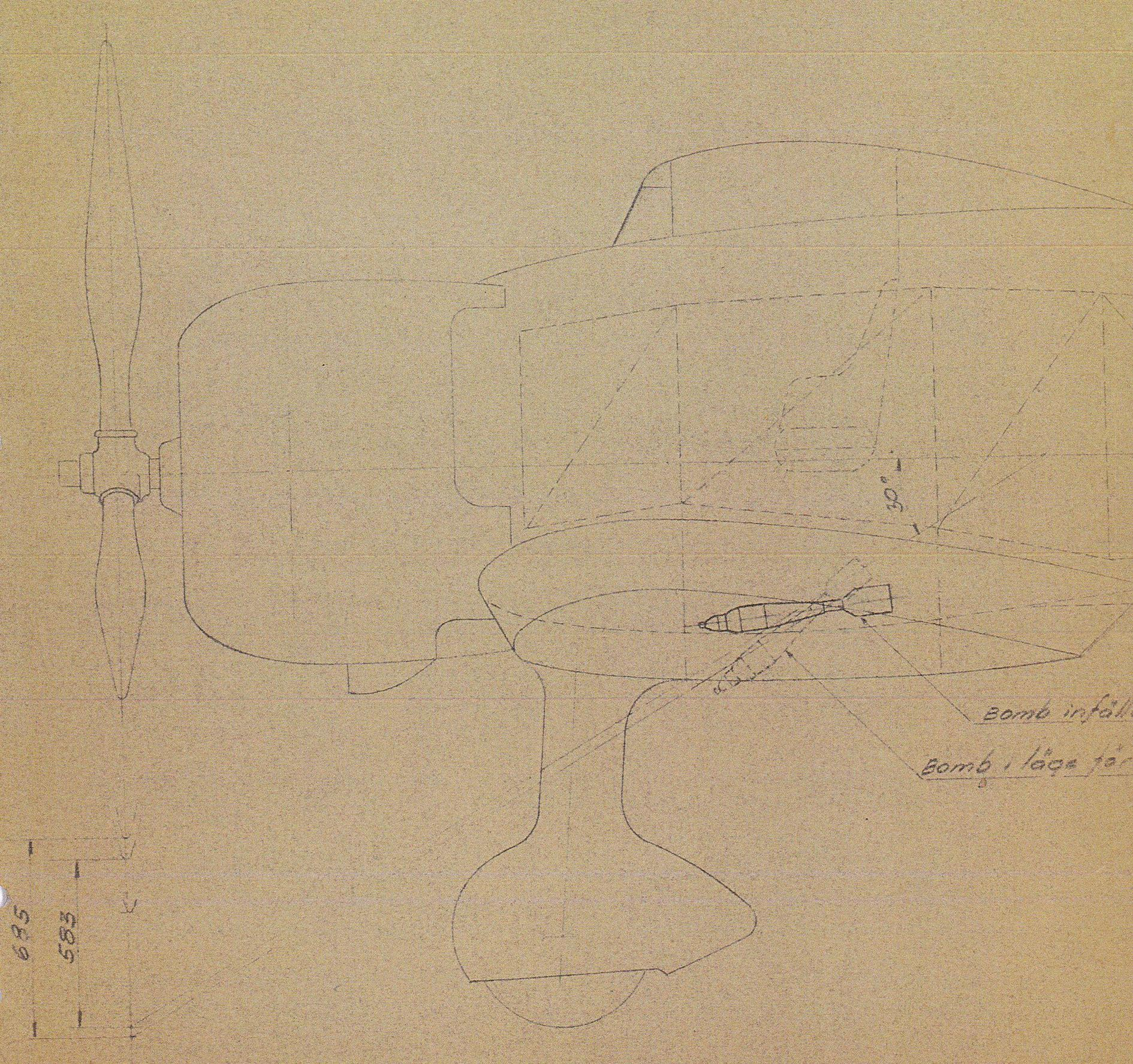
Tidig P3 Sparmann E4 profil. "Notera bomber"

Planets mått ändrades flera gånger under konstruktionsfasen med det finns två primära mått. En tidig variant hade 12,1 meters vingspann, 9 meters längd var 3,7 meter hög. En senare variant hade 12 meters spännvid, 8,64 meter i längd och 2.8 meter i höjd.  Maximal startvikt låg på 2 235 kg och en topphöjd på 9 800 meter. Max farten låg på 400 km/timme med Twin Wasp Junior motor och 375-390 km/h med MyS2.

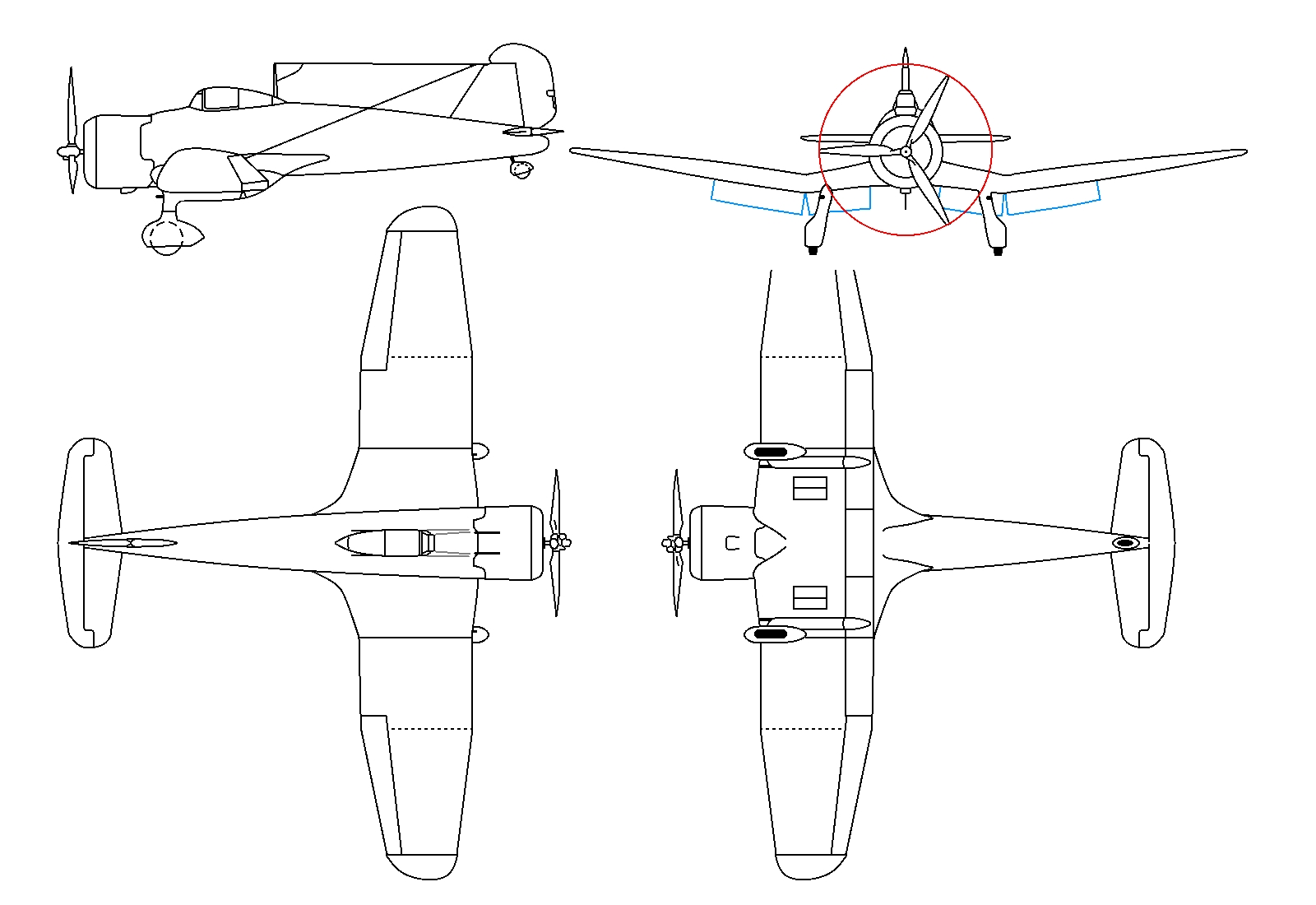
P3 Sparmann E4 med senare mått. Notera bombluckor.